# ديفيد لي ميلر
ديفيد لي ميلر (بالإنجليزية: David Lee Miller)‏ هو أكاديمي أمريكي، ولد في 1951.